# Blumenbinse
Die Blumenbinse (Scheuchzeria palustris), die nach der Form der Frucht auch Blasenbinse und in Österreich Blasensimse genannt wird, ist die einzige Art in der monotypischen Gattung Scheuchzeria, die wiederum die einzige Gattung der Familie der Blumenbinsengewächse (Scheuchzeriaceae), auch Blasenbinsengewächse genannt, ist. Über eine Nutzung durch den Menschen ist nichts bekannt.
Der deutsche Artname Blumenbinse wird gelegentlich auch als Trivialname für die Schwanenblume (Butomus umbellatus) verwendet.

## Beschreibung

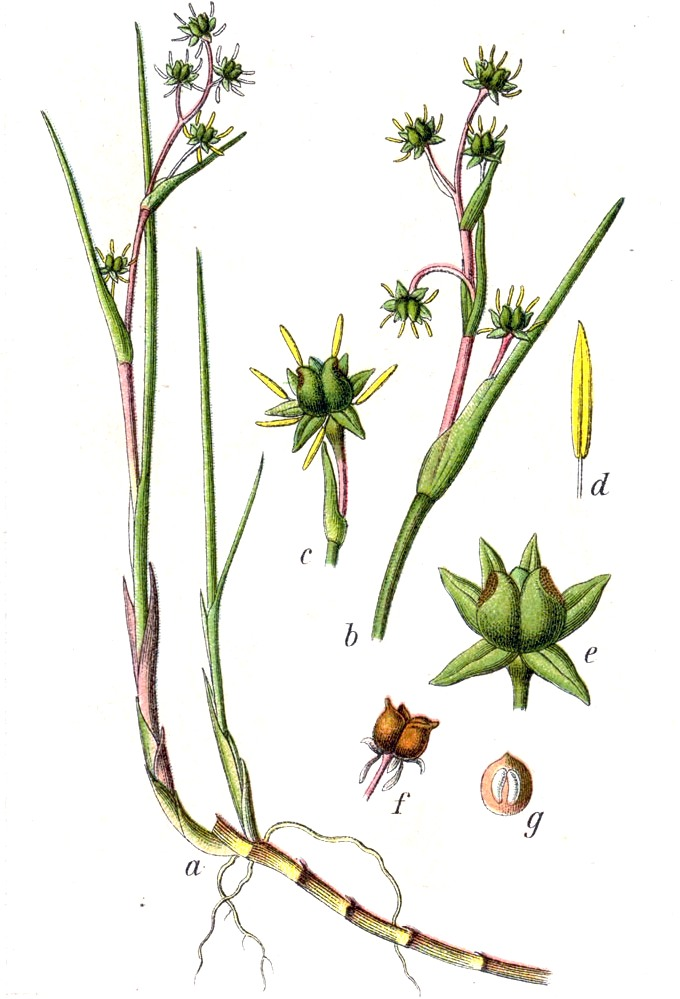
Illustration der Blumenbinse (Scheuchzeria palustris)

### Habitus und Laubblätter
Die Blumenbinse wächst als schlanke, überwinternd grüne, ausdauernde, krautige Pflanze, die Wuchshöhen von 10 bis 30 Zentimetern erreicht. Diese Sumpfpflanze bildet kriechende Rhizome. Der aufrechte, unverzweigte Stängel verläuft zickzackförmig.
Die Laubblätter sind grundständig und wechselständig, zwei-, aber fast dreizeilig am Stängel angeordnet. Die binsenartigen Laubblätter sind in Blattscheide sowie Blattspreite gegliedert. Im unteren Bereich ist der Stängel auch mit abgestorbenen Blattscheiden umgeben. Die offenen, 1,5 bis 10 cm langen Blattscheiden besitzen 2 bis 12 mm lange, häutige Öhrchen (Ligulae). Die aufrechten, einfachen Blattspreiten sind parallelnervig, linealisch, halbrund, rinnig, 2 bis 41 cm lang und 1 bis 3 mm breit. Die Stomata sind tetracytisch. Es sind kleine Poren an der Spitze der Blattspreite. In den Blattachseln sind viele haarförmige Schuppen vorhanden.

### Blütenstände und Blüten
In endständigen, 3 bis 10 cm langen, traubigen Blütenständen stehen drei bis zwölf Blüten und lange, laubblattähnliche Hochblätter zusammen. Die Blütenstandsachse verlängert sich nach der Befruchtung.
Die sternförmigen Blüten sind zwittrig und dreizählig. Es sind zwei Kreise mit je drei weißen bis gelb-grünen, freien, gleichgeformten Blütenhüllblättern vorhanden; sie sind haltbar, häutig und 2 bis 3 mm lang. Es zwei Kreise mit je drei freien Staubblättern vorhanden. Die dreizelligen Pollenkörner besitzen keine Apertur. Die drei oder selten sechs oberständigen Fruchtblätter sind nur an ihrer Basis verwachsen. Jedes Fruchtblatt besitzt an seiner Basis marginal ein bis drei anatrope Samenanlagen. Die meist drei, selten bis zu sechs Stempel sind 6 bis 7 mm lang und es ist kein Griffel ausgebildet; die papillösen Narben sind also sitzend. Die Bestäubung erfolgt durch den Wind (Anemophilie).

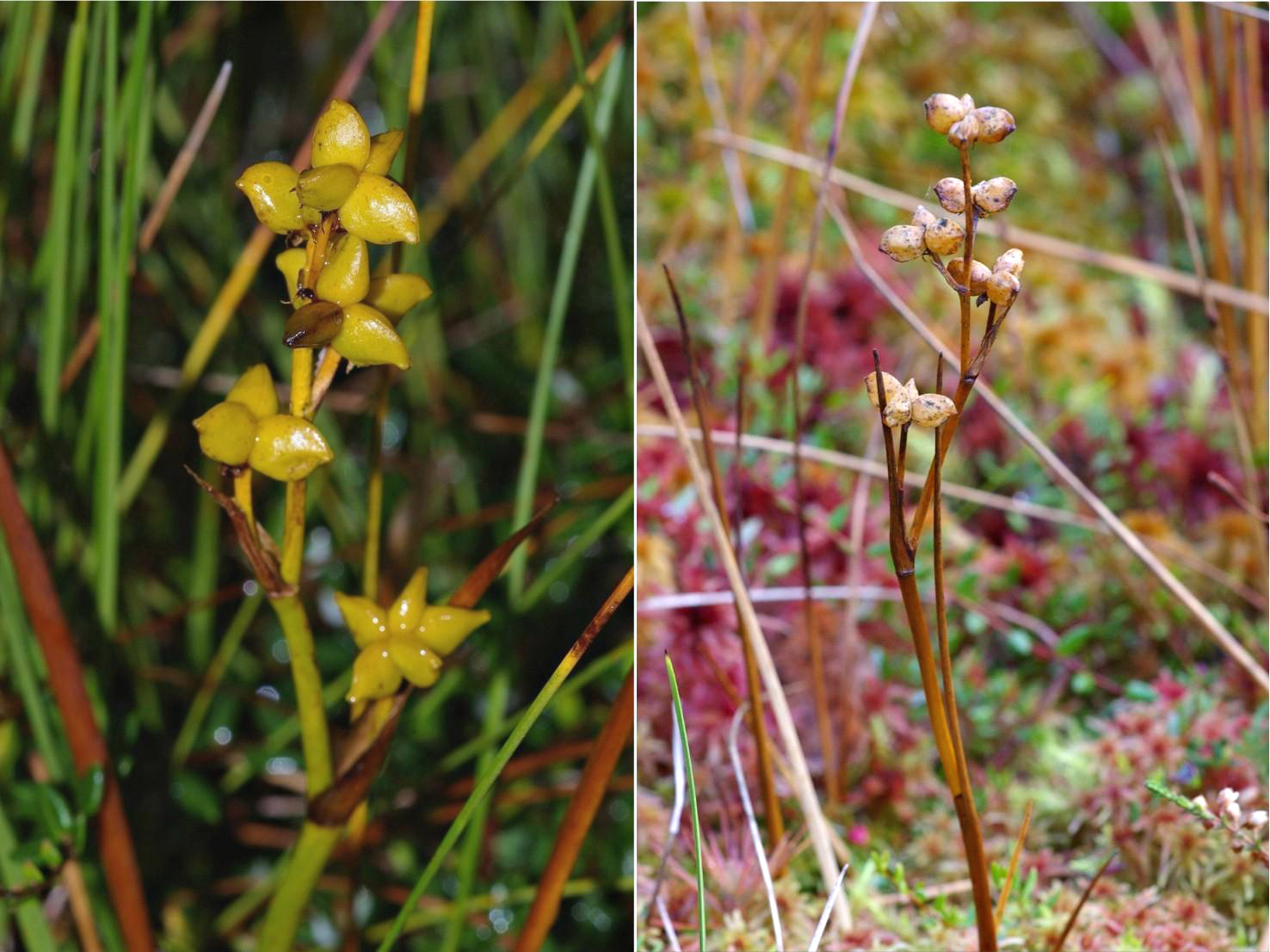
Blumenbinsen mit reifen (links) und hinfälligen (rechts) Balgfrüchten

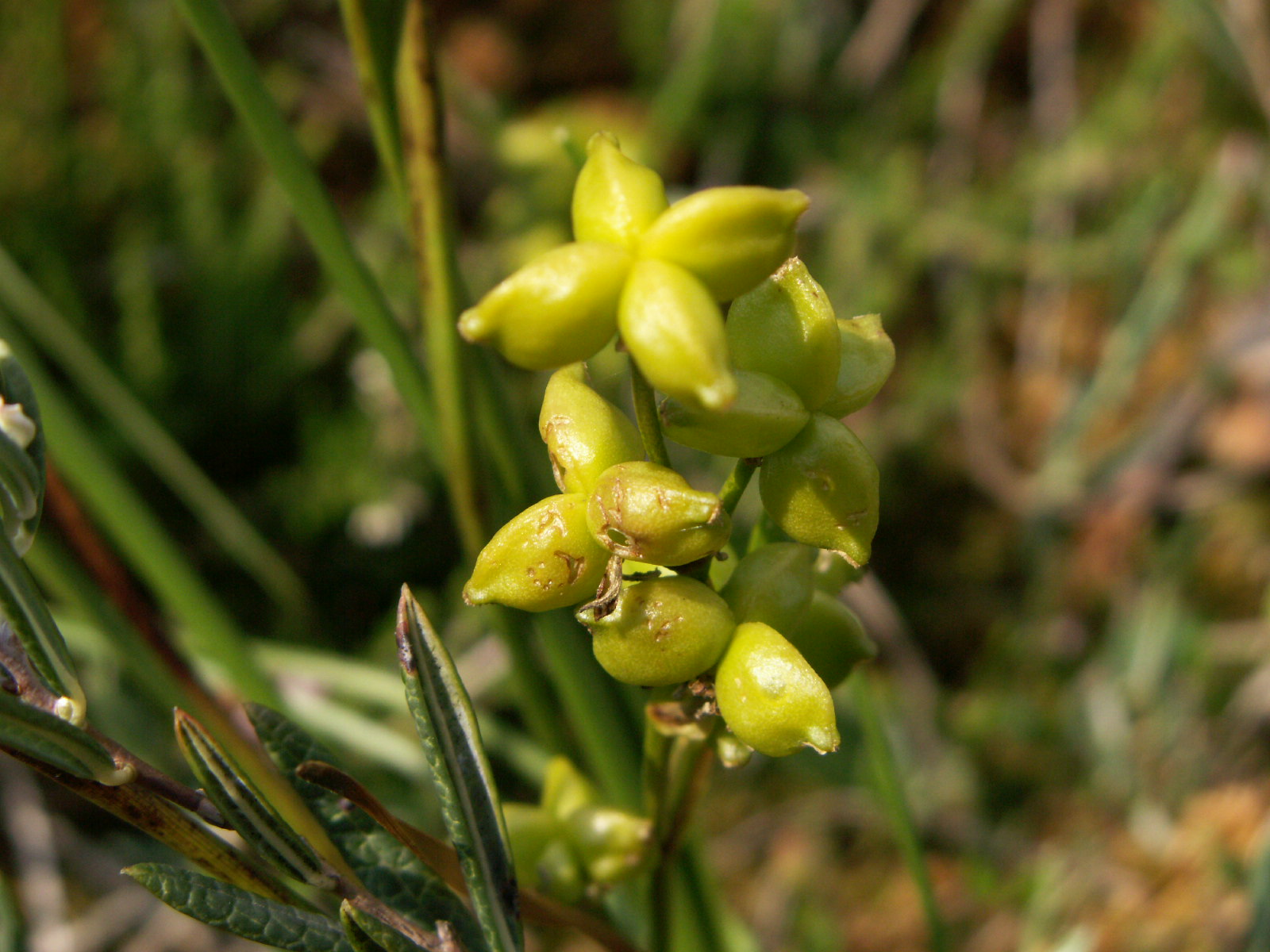
Balgfrüchte der Blumenbinse

### Früchte und Samen
In einer Sammelfrucht stehen ein bis vier Balgfrüchte zusammen. Ihre hellgrünen bis braunen, 4 bis 10 mm langen, ledrigen, schief-eiförmigen und stark aufgeblasenen Balgfrüchtchen besitzen einen 0,5 bis 1 mm langen Schnabel. Jede Balgfrucht enthält ein oder zwei, selten drei Samen.
Die stärkereiche Samen sind eiförmig, 4 bis 5 mm lang. Die glatte und harte Samenschale (Testa) besitzt eine braune bis schwarze Farbe.

### Chromosomen
Die Chromosomen sind 0,8 bis 2 µm lang. Die Chromosomenzahl beträgt 2n = 22.

## Ökologie
Die Blumenbinse ist ein Rhizom-Geophyt mit unterirdischen Ausläufern.
Die Bestäubung der Blüten erfolgt durch den Wind (Anemophilie). Blütezeit ist von Mai bis Juni.
Je Blüte entwickeln sich 3(-6) blasige, 2-samige Balgfrüchte. Die stärkereichen Samen enthalten kein Endosperm, aber einen grünen, geraden Embryo, dessen Keimblatt (Kotyledon) nicht photosynthetisch aktiv ist. Die Samenschale ist von großen Interzellularräumen durchsetzt, was die Schwimmausbreitung der Samen ermöglicht.

## Inhaltsstoffe
Als typischer Inhaltsstoff ist das Triglochinin zu nennen, das zu den Cyanogenen Glycosiden gehört. Es sind Calciumoxalat-Kristalle vorhanden.

## Vorkommen
Die Blumenbinse besitzt ein weites, zirkumpolares Verbreitungsgebiet von den polaren bis in die gemäßigten Klimazonen (südlich temperat bis boreal) der Nordhalbkugel, also eine holarktische Verbreitung. Die Verbreitung ist subozeanisch bis subkontinental. Die Verbreitungszentren der Art konzentrieren sich auf Nordosteuropa sowie Nordamerika. Darüber hinaus sind teils isolierte Vorkommen in Mitteleuropa und Ostasien zu nennen.
Diese Art ist auf saure Zwischenmoore und Hochmoorschlenken beschränkt; sie gilt als Charakterart der Assoziation Caricetum limosae (Schlammseggen-Gesellschaft). Das Torfmoos-Schlammseggenried ist eine Pflanzengesellschaft, welche an oligotrophen Gewässern nicht betretbare Schwingrasen bildet. Vor allem Weißes Schnabelried (Rhynchospora alba), die Schlamm-Segge (Carex limosa) und die seltene Fadenwurzelige Segge (Carex chordorrhiza) bilden zusammen mit der Blasenbinse diese Gesellschaft.
Weltweit ist diese Art nicht gefährdet. In Mitteleuropa ist die Blumenbinse aufgrund der Zerstörung ihrer Lebensräume (Abbau, Kultivierung und Entwässerung von Moorstandorten) nur noch sehr selten zu finden. Sie wird auf der Roten Liste Deutschlands als „stark gefährdet“ eingestuft. Lediglich im Alpenvorland und in Teilen Nordostdeutschlands ist diese Art noch etwas stetiger anzutreffen, sonst existieren nur mehr punktuelle Vorkommen. In Niedersachsen kommt die Art mittlerweile nur noch sehr zerstreut vor. 2011 konnte sie noch in sechs Landkreisen nachgewiesen werden. Aufgrund des Moorreichtums war sie früher gerade im Raum Emsland/Bentheim häufig, ist aber auch dort inzwischen selten geworden.
In den Allgäuer Alpen steigt sie in Vorarlberg bei Unterkrumbach nahe dem Hochtannbergpass bis zu 1570 m Meereshöhe auf.

## Systematik
Die Erstveröffentlichung des Art- und Gattungsnamens Scheuchzeria palustris beziehungsweise Scheuchzeria erfolgte 1753 durch Carl von Linné in Species Plantarum. Der Familienname Scheuchzeriaceae wurde 1830 von Friedrich Karl Ludwig Rudolphi in Systema orbis vegetabilium, 28 veröffentlicht. Synonyme für Scheuchzeria palustris sind Papillaria palustris (L.) Dulac, Scheuchzeria americana (Fernald) G.N.Jones, Scheuchzeria palustris subsp. americana (Fernald) Hultén, Scheuchzeria palustris var. americana Fernald. Der wissenschaftliche Gattungsname Scheuchzeria ehrt den Schweizer Biologen Johann Jakob Scheuchzer (1672–1733) und seinen Bruder Johannes Scheuchzer (1684–1738).
Die Familie der Scheuchzeriaceae gehört zur Ordnung der Alismatales innerhalb der Einkeimblättrigen Pflanzen. Scheuchzeria wurde manchmal in die Juncaginaceae eingegliedert. In den meisten wissenschaftlichen Veröffentlichungen seit 1940 stellen die Scheuchzeriaceae eine eigene Familie dar.
Die nordamerikanischen Exemplare unterscheiden sich etwas in der Fruchtform und so wurden sie als Varietät Scheuchzeria palustris var. americana Fernald oder als Unterart Scheuchzeria palustris subsp. americana (Fernald) Hultén oder Art Scheuchzeria americana (Fernald) G.N.Jones von einigen Autoren abgetrennt. Flora of North America (2010) erkennt nur die Art an, aber keine Varietäten oder Unterarten.